# 馬塔加加山
9°41′20″S 77°09′55″W / 9.68889°S 77.16528°W

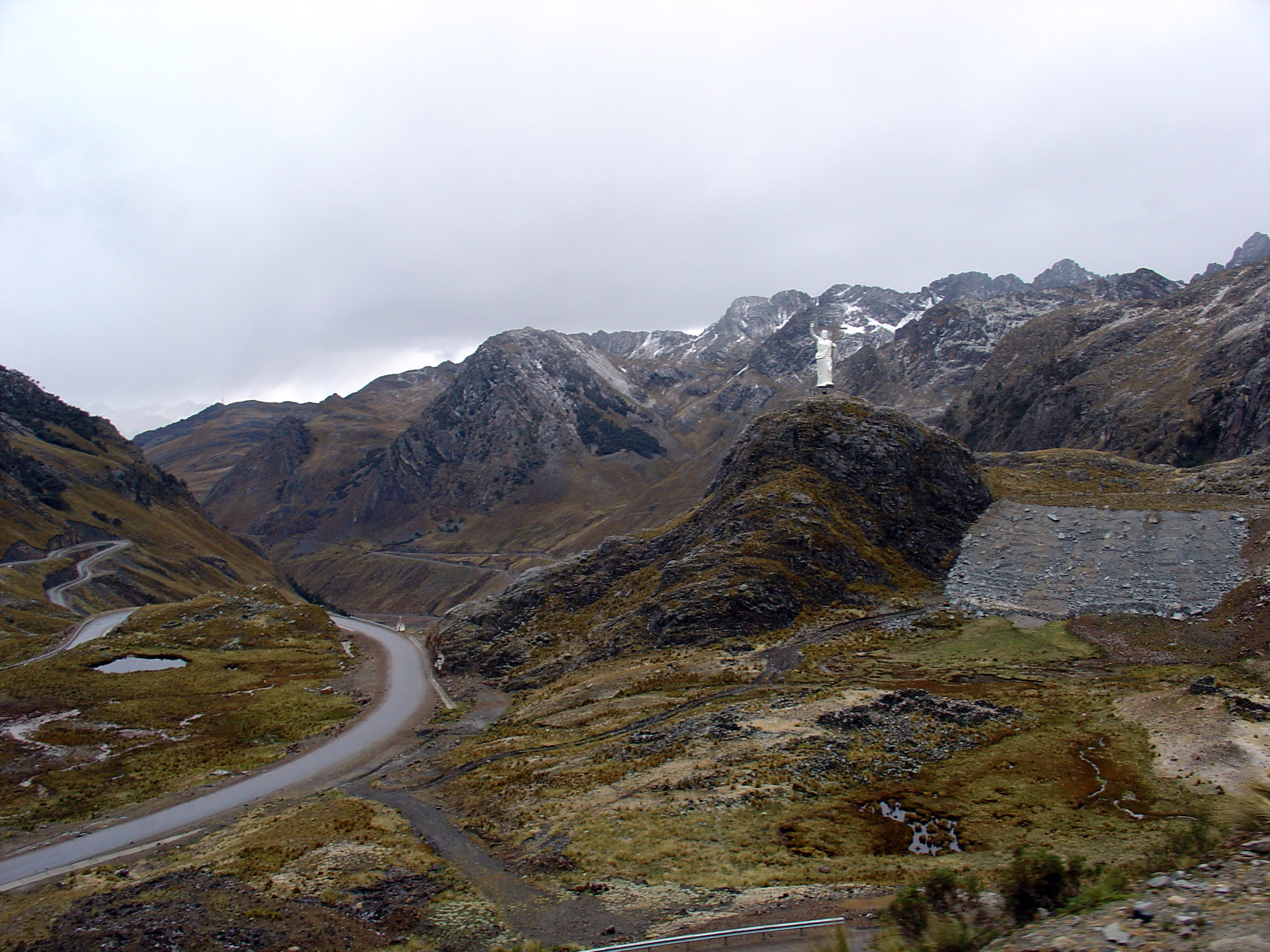

馬塔加加山（Matagaga），是秘魯的山峰，位於該國北部安卡什大區，由瓦里省的查文德萬塔爾區負責管轄，屬於安地斯山脈的一部分，海拔高度4,400米。